# Scotophaeus domesticus
Scotophaeus domesticus är en spindelart som beskrevs av Benoy Krishna Tikader 1962. Scotophaeus domesticus ingår i släktet Scotophaeus och familjen plattbuksspindlar. Inga underarter finns listade i Catalogue of Life.